# Бакша (Одесская область)
Бакша́ (укр. Бакша) — село, относится к Савранскому району Одесской области Украины.
Население по переписи 2001 года составляло 1078 человек. Почтовый индекс — 66230. Телефонный код — 4865. Занимает площадь 8,03 км². Код КОАТУУ — 5124380401.